# Малый Аранец
Малый Аранец — река в России, протекает в Республике Коми по территории Печорского района.

## География
Устье реки находится в 924 км по правому берегу реки Печоры. Длина реки составляет 69 км. Притоки — Микиткеркаёль, Лунвож, Кумшор.

## Этимология гидронима
По одной из версий название река получила за скалистые берега от сиб. аранцы, оранцы означающее «каменистые, скалистые горы».

## Данные водного реестра
По данным государственного водного реестра России относится к Двинско-Печорскому бассейновому округу, водохозяйственный участок реки — Печора от водомерного поста у посёлка Шердино до впадения реки Уса, речной подбассейн реки — бассейны притоков Печоры до впадения Усы. Речной бассейн реки — Печора.
Код объекта в государственном водном реестре — 03050100212103000063481.

## Топографические карты
- Лист карты Q-40-XXVII,XXVIII. Масштаб: 1 : 200 000. Указать дату выпуска/состояния местности.